# Бергара, Маркель
Ма́ркель Берга́ра Ларранья́га (исп. Markel Bergara Larrañaga; 5 мая 1986, Эльгойбар, Гипускоа, Испания) — испанский футболист, полузащитник.

## Карьера
Маркель родился в Эльгойбаре, Гипускоа. Воспитанник футбольной школы «Реала Сосьедад». С 2003 по 2007 год играл в его фарм-клубе (втором составе) «Реал Сосьедад B», дважды отправлялся в аренду (в «Эйбар» и «Весиндарио»), где и дебютировал как профессионал. За основной состав «Сосьедада» играл на протяжении тринадцати лет.
Прошёл все юношеские сборные Испании, но ни в молодёжную, ни в основную не вызывался. В составе команды до 19 лет выиграл первенство Европы 2004 года.

## Титулы
«Реал Сосьедад»
- Сегунда: 2009/10